# Piet-Hein Geeris
Piet-Hein Willem Geeris (Boxtel, 29 maart 1972) speelde 194 officiële interlands (29 doelpunten) voor de Nederlandse hockeyploeg.

## Loopbaan
Geeris maakte zijn debuut als aanvaller voor Oranje op 5 mei 1993 in de oefeninterland Nederland-Ierland (5-1). Zijn afscheid van Oranje kwam eerder dan verwacht. Geeris speelde bij nader inzien zijn laatste interland op 9 juli 2004: Spanje-Nederland (2-3). Nadien werd hij niet meer opgeroepen door toenmalig bondscoach Terry Walsh, zodat hij op het allerlaatste moment afviel voor de Olympische Spelen in Athene (2004).
Geeris kwam achtereenvolgens uit voor MEP, Cernusco (Italië), HC Tilburg, Hockeyclub 's-Hertogenbosch en Oranje Zwart. Zijn hoofdklassedebuut maakte Geeris namens MEP op 13 oktober 1991 tegen SCHC (1-1 gelijkspel). Bij Oranje Zwart zwaaide hij af (voor de Nederlandse hoofdklasse) in het voorjaar van 2004. Vervolgens speelde hij nog twee seizoenen in de Belgische eerste divisie bij Royal Antwerp, waarbij hij in zijn laatste seizoen (2005-2006) de play-off moest missen. Tegen het einde van zijn carrière speelde hij geregeld op het middenveld. Met de nationale ploeg won hij onder meer de wereldtitel in 1998 en olympisch goud in Sydney in 2000.
Jacques Brinkman · 
Jaap-Derk Buma · 
Jeroen Delmee · 
Marten Eikelboom · 
Piet-Hein Geeris · 
Ronald Jansen · 
Erik Jazet · 
Bram Lomans · 
Teun de Nooijer · 
Wouter van Pelt · 
Stephan Veen · 
Guus Vogels · 
Diederik van Weel · 
Sander van der Weide · 
Remco van Wijk · 
Peter Windt ·
Coach: Maurits Hendriks